# دهستان موستیالا
دهستان موستیالا (به لاتین: Mustjala Parish) یک دهستان در استونی است که در شهرستان ساره واقع شده‌است.

## خصوصیات
دهستان موستیالا ۲۳۵٫۹۷ کیلومترمربع مساحت و ۷۵۵ نفر جمعیت دارد.